# Grancey-sur-Ource
Grancey-sur-Ource és un municipi francès, situat al departament de la Costa d'Or i a la regió de Borgonya - Franc Comtat. L'any 2007 tenia 202 habitants.

## Demografia

### Població
El 2007 la població de fet de Grancey-sur-Ource era de 202 persones. Hi havia 92 famílies, de les quals 36 eren unipersonals (16 homes vivint sols i 20 dones vivint soles), 32 parelles sense fills, 16 parelles amb fills i 8 famílies monoparentals amb fills.
La població ha evolucionat segons el següent gràfic:
Habitants censats

### Habitatges
El 2007 hi havia 169 habitatges, 98 eren l'habitatge principal de la família, 49 eren segones residències i 22 estaven desocupats. 168 eren cases i 1 era un apartament. Dels 98 habitatges principals, 86 estaven ocupats pels seus propietaris, 8 estaven llogats i ocupats pels llogaters i 4 estaven cedits a títol gratuït; 1 tenia una cambra, 3 en tenien dues, 24 en tenien tres, 23 en tenien quatre i 47 en tenien cinc o més. 67 habitatges disposaven pel capbaix d'una plaça de pàrquing. A 56 habitatges hi havia un automòbil i a 25 n'hi havia dos o més.

### Piràmide de població
La piràmide de població per edats i sexe el 2009 era:
| Homes | Edats   | Dones |
| ----- | ------- | ----- |
| 0     | 95 o +  | 0     |
| 0     | 90 a 94 | 0     |
| 4     | 85 a 89 | 4     |
| 0     | 80 a 84 | 0     |
| 12    | 75 a 79 | 16    |
| 12    | 70 a 74 | 8     |
| 8     | 65 a 69 | 4     |
| 4     | 60 a 64 | 8     |
| 4     | 55 a 59 | 4     |
| 4     | 50 a 54 | 4     |
| 24    | 45 a 49 | 8     |
| 12    | 40 a 44 | 8     |
| 4     | 35 a 39 | 4     |
| 0     | 30 a 34 | 4     |
| 4     | 25 a 29 | 4     |
| 8     | 20 a 24 | 4     |
| 8     | 15 a 19 | 4     |
| 4     | 10 a 14 | 0     |
| 8     | 5 a 9   | 0     |
| 0     | 0 a 4   | 0     |

## Economia
El 2007 la població en edat de treballar era de 121 persones, 87 eren actives i 34 eren inactives. De les 87 persones actives 75 estaven ocupades (42 homes i 33 dones) i 12 estaven aturades (9 homes i 3 dones). De les 34 persones inactives 12 estaven jubilades, 6 estaven estudiant i 16 estaven classificades com a «altres inactius».

### Ingressos
El 2009 a Grancey-sur-Ource hi havia 103 unitats fiscals que integraven 217 persones, la mediana anual d'ingressos fiscals per persona era de 15.891 €.

### Activitats econòmiques
Dels 7 establiments que hi havia el 2007, 1 era d'una empresa alimentària, 1 d'una empresa de fabricació d'altres productes industrials, 1 d'una empresa de construcció, 1 d'una empresa de transport, 1 d'una empresa financera, 1 d'una empresa de serveis i 1 d'una empresa classificada com a «altres activitats de serveis».
L'únic servei als particulars que hi havia el 2009 era una oficina de correu.
L'únic establiment comercial que hi havia el 2009 era una fleca.
L'any 2000 a Grancey-sur-Ource hi havia 5 explotacions agrícoles que ocupaven un total de 1.015 hectàrees.

## Poblacions més properes
El següent diagrama mostra les poblacions més properes.